# Clausthal-Zellerfeld
Clausthal-Zellerfeld és una població de la Baixa Saxònia, Alemanya. Està situada a la part meridional de les Muntanyes Harz. Té uns 15.000 habitants. Clausthal-Zellerfeld era la seu de l'antiga Samtgemeinde ("municipalitat col·lectiva") Oberharz.

## Geografia

### Districtes de la ciutat
- Altenau-Schulenberg im Oberharz (des de 2015)
- Buntenbock (des de 1972)
- Clausthal-Zellerfeld
- Wildemann (des de 2015)

## Història
Clausthal-Zellerfeld originàriament constava de dues poblacions que van ser fusionades el 1924. Clausthal és ben coneguda per l'antiga Universitat de Tecnologia de Clausthal establerta el 1775, mentre que Zellerfeld és un típic lloc turístic per esquiar.
Fins 1930 era una localitat minera i s'hi va inventar la corda metàl·lica.

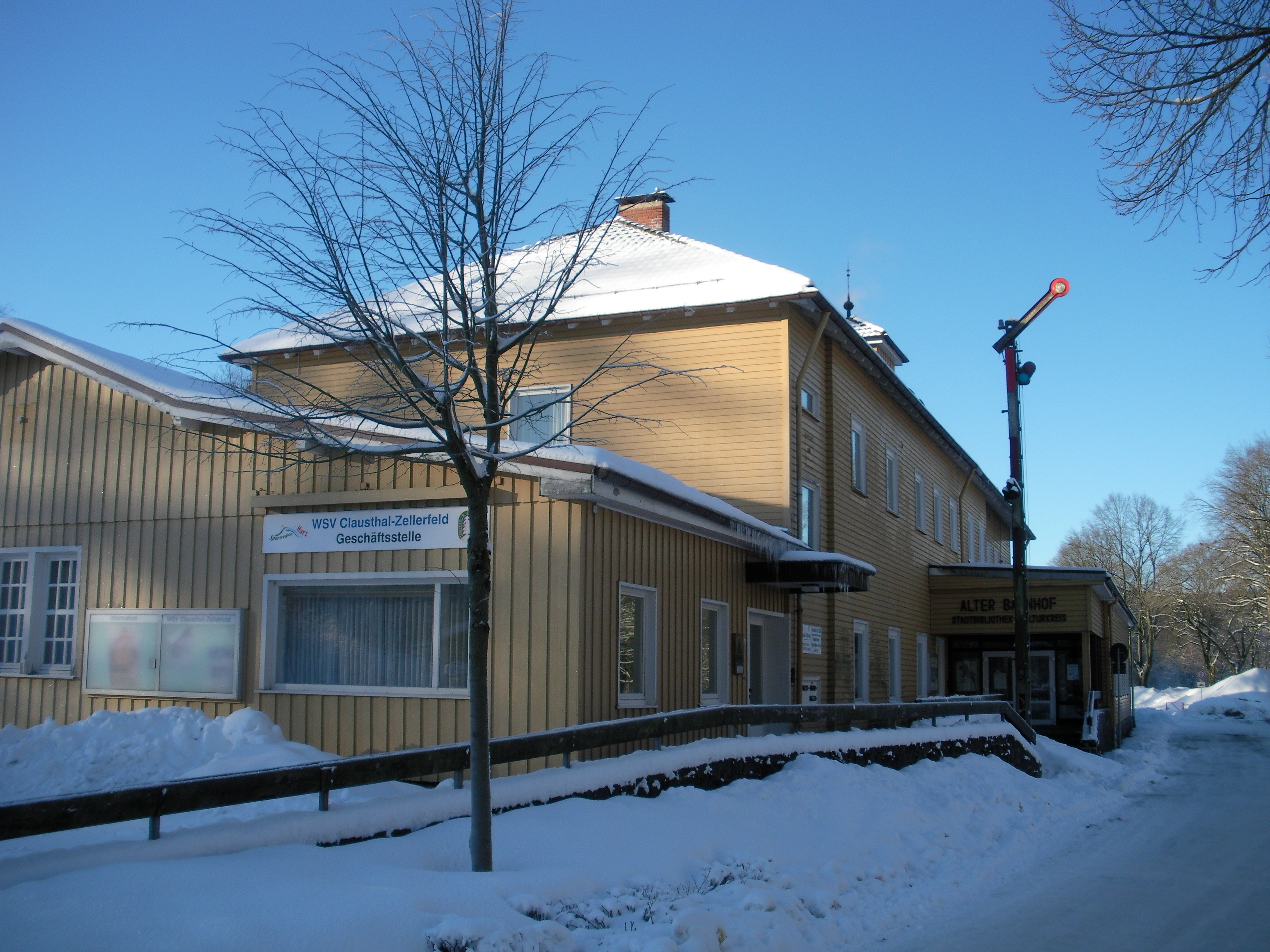
Antiga estació de tren

## Persones vinculades

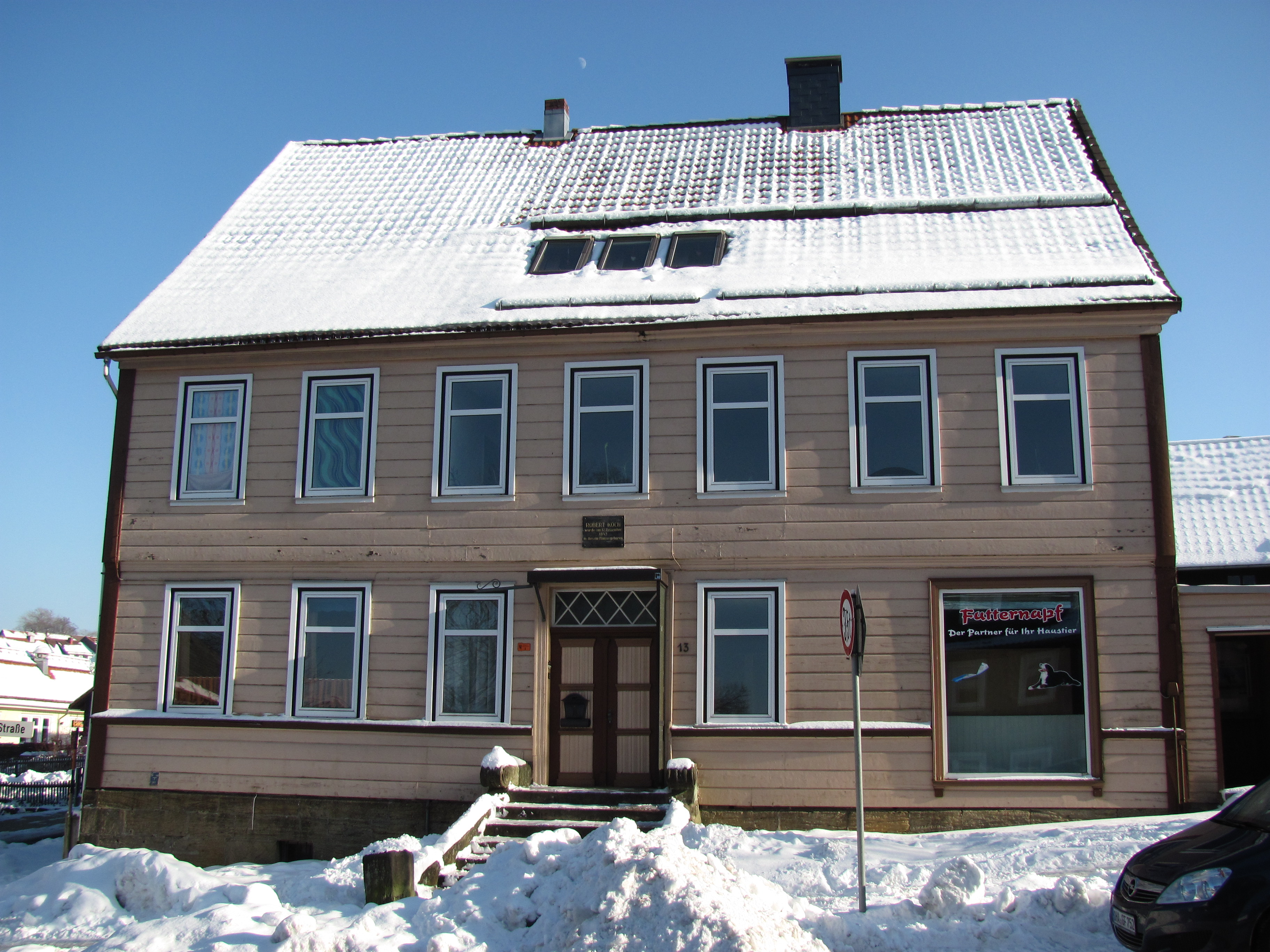
Casa on va néixer Robert Koch

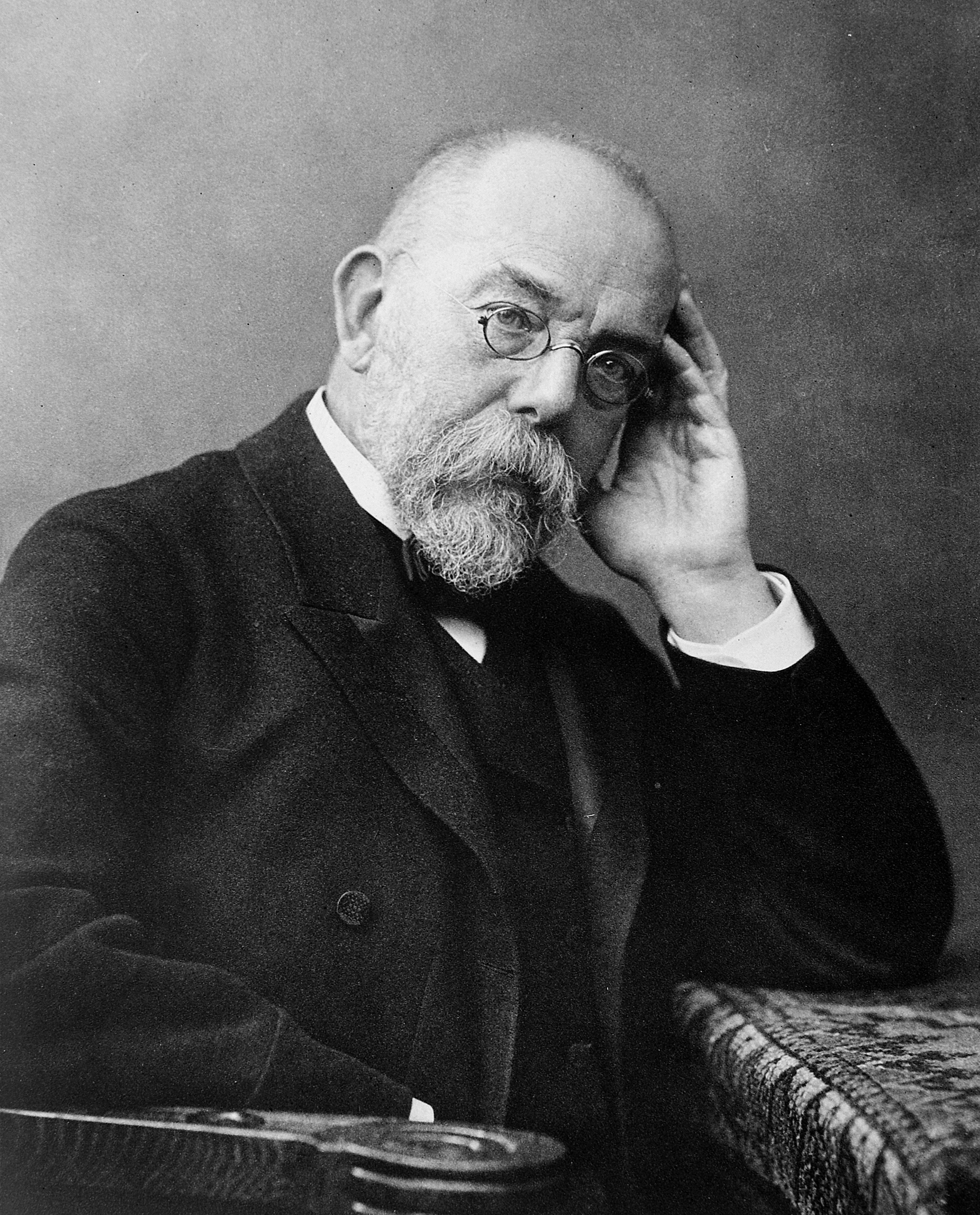
Robert Koch

- Bernhard Christoph Breitkopf (1695-1777)
- Heinrich Halfeld (1797-1873),
- Carl Adolf Riebeck (1821-1883), entrepreneur
- Robert Koch (1843–1910), microbiòleg
- Otto Erich Hartleben (1864–1905), poeta i dramaturg
- Robert Förster (1913-1984), diplomàtic
- Helmut Sander (1920-1988),
- Reinhard Roder (nascut el 1941), futbolista
- Dietrich Grönemeyer
- Daniel Böhm (born 1986), biatleta

- Georg Philipp Telemann (1681–1767), compositor

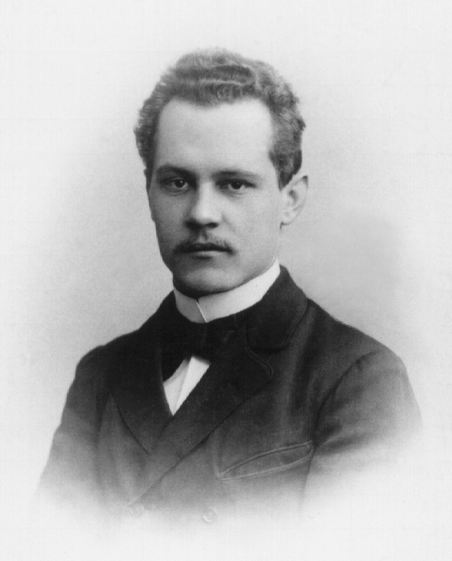
Arnold Sommerfeld 1897

- Johann Friedrich Ludwig Hausmann (1782–1859),
- Wilhelm Albert (1787–1846),
- Friedrich Adolph Roemer (1809–1869),
- Arnold Sommerfeld (1868–1951),